# اچ‌ام‌اس نیوجرسی (اف۷۲)
اچ‌ام‌اس نیوجرسی (اف۷۲) (به انگلیسی: HMS Jersey (F72)) یک کشتی بود. این کشتی در سال ۱۹۳۸ ساخته شد.